# Magda Lupescu

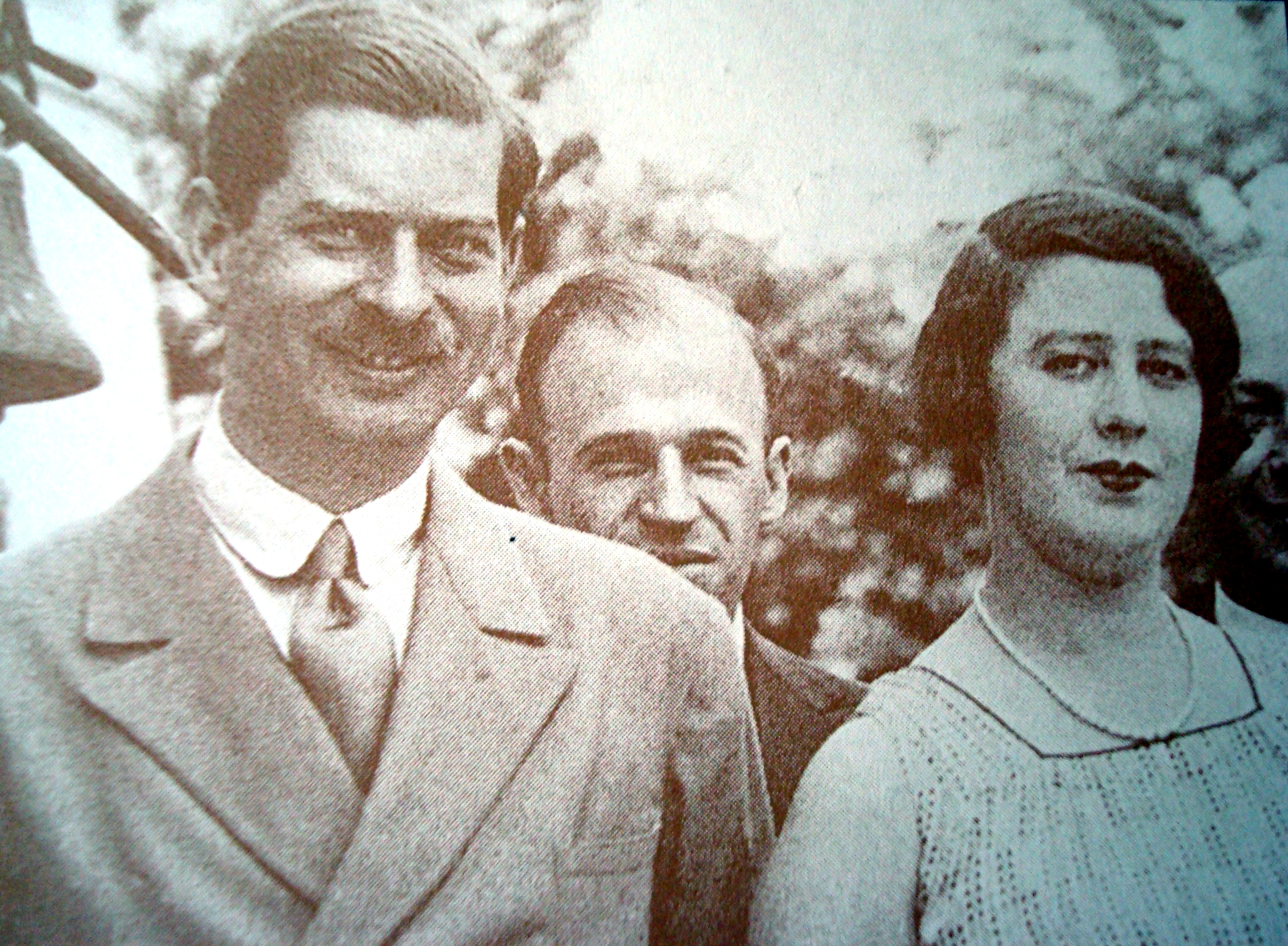
Magda Lupescu, rechts, en Carol

Elena "Magda" Lupescu (Iași, 15 september 1896 – Estoril, 29 juni 1977) was de minnares van de Roemeense koning Carol II. Zij was de dochter van Nicolas Grünberg, een Joodse apotheker, later Nicolas Lupescu. Voordien was ze de echtgenote van een Roemeens officier, Ion Tampenu.
Carols huwelijk met Helena van Griekenland en Denemarken liep op de klippen toen bekend werd dat Carol een affaire had met deze vrouw. De echtscheiding werd aangevraagd en niet veel later vertrok Carol met Elena (Magda) naar Parijs. Hij liet Helena en hun zoontje Mihai (de latere koning Michaël I van Roemenië) achter.  Carol en Elena (Magda) trouwden in Rio de Janeiro, Brazilië, op 3 juni 1947, waardoor zij prinses Elena van Hohenzollern werd. Vanaf 1940 bleven ze in ballingschap. Toen Carol in Portugal stierf aan kanker, erfde Elena (Magda) zijn fortuin.